# Rhabdophis nigrocinctus
Rhabdophis nigrocinctus es una serpiente de la familia Colubridae que se encuentra en Birmania, Tailandia, Laos, Camboya, Vietnam,
y China (Yunnan). Es de reproducción ovípara.